# De officiis
Il De officiis (lat., Sui doveri) è un trattato filosofico di Cicerone diviso in tre libri, nel quale egli espone la sua concezione sul miglior modo di vivere, comportarsi e osservare quei doveri morali ai quali ogni uomo deve attenersi in quanto membro dello stato. 

## Tema
Scritto in forma di lettera al figlio Marco, e non in forma di dialogo come avvenuto per molti suoi scritti, il titolo del trattato è carico di valenze politiche: risponde alla volontà di indicare l'azione adeguata a un determinato ruolo e fa riferimento in generale agli atteggiamenti della vita pratica. L'officium di Cicerone, pur avendo un fondamento filosofico, è un concetto prettamente politico; in una lettera ad Attico, infatti, l'autore scrive: 
(M. T. Cicerone, I doveri)
Composta in breve tempo, dall'ottobre al dicembre del 44 a.C., durante gli spostamenti tra Roma, Pozzuoli e Arpino causati dalla lotta contro Antonio, fu la sua ultima opera, strutturata come un trattato di etica pratica legata all'azione politico-sociale. Paolo Fedeli ricorda che l'intento di Cicerone era anche quello di esprimere la convinzione in merito alla migliore educazione e formazione del modello ideale di aristocratico. Pensato per contribuire alla formazione filosofica e all'educazione politica del figlio Marco, il trattato mira nello specifico, in un momento cruciale per la repubblica, a trasmettere gli ideali della morale tradizionale ai ceti "emergenti", ovvero alle fasce dell'ordine equestre e ai ceti possidenti italici, al fine di amalgamarli all'aristocrazia romana e di farli diventare il nuovo ceto dirigente.
(M. T. Cicerone, I doveri)

## Fonti
Fonte principale del De officiis è il trattato Sul conveniente (Περί τοũ καθήκοντος = perì toù kathèkontos) dello stoico Panezio di Rodi; altre fonti potrebbero essere, come ipotizza Quintino Cataudella, Isocrate e l'Anonimo di Giamblico.
L'opera di Panezio, di cui ci sono pervenuti pochi frammenti, è da Cicerone corretta, ridotta, ripresa nell'impianto; l'originalità ciceroniana sta nell'avervi aggiunto esempi romani, oltre ai riferimenti alla sua esperienza politica personale. A Panezio viene rimproverato di aver trascurato il conflitto fra utile e onesto, che sarà pertanto oggetto del terzo libro di Cicerone, affrontato quindi in piena autonomia.

## Contenuti
L'opera è divisa in tre libri:
il primo tratta il concetto dell'honestum (bene morale) in relazione al quale si stabiliscono i doveri, ossia i comportamenti moralmente validi e che si sviluppa in quattro virtù fondamentali (sapienza, giustizia, fortezza e temperanza); il secondo tratta l'utile, dove i doveri stabiliti in base a questo criterio sono gli stessi del precedente libro; infine il terzo ed ultimo libro tratta del conflitto tra utile ed onesto.

### Libro I
Dopo il proemio con la dedica dell'opera al figlio Marco e l'esplicita dichiarazione di dipendenza dalla filosofia stoica da parte dell'autore, viene definito il concetto di officium: Cicerone distingue tra dovere perfetto (o azione retta), e dovere medio (o azione conveniente, adeguata). Questa tipologia di dovere sarà oggetto del trattato. L'essenza dell'officium viene indagata riflettendo sul concetto di honestum, ciò che è moralmente buono e che consiste nel vivere secondo le attitudini poste in noi dalla natura. Segue infatti un excursus sugli istinti fondamentali della natura umana (socievolezza, ricerca della verità, preminenza sugli altri uomini e sulle cose, armonia) e sulle quattro parti dell'honestum che da essi scaturiscono: le virtù della sapienza, della giustizia, della fortezza e della temperanza. Alla breve trattazione della sapientia, ovvero la cognizione del vero, segue un'ampia discussione sulla iustitia,
che consiste nel non nuocere a nessuno se non si è ricevuta ingiuria e nell'adoperare i beni comuni come comuni e quelli privati come propri; viene quindi chiarito il concetto di beneficientia, cioè della liberalità, che si manifesta nel mettere a disposizione le qualità e gli averi personali del singolo per il benessere della comunità, facendo tuttavia attenzione a non privare alcuni dei propri possedimenti per il
profitto di altri. Se, infatti, l'ingiustizia per omissione consiste nel trascurare i propri doveri verso gli altri e la società, l'ingiustizia attiva si manifesta nell'aggressione ai diritti, agli averi e alla vita altrui.
È poi la volta dell'analisi della magnitudo animi che si rivela nell'intraprendere azioni grandi e utili alla collettività senza cedere a pericoli e fatiche, resistendo ai turbamenti d'animo e preferendo al prestigio personale la vera gloria che scaturisce dal servizio in favore della patria. È esaminata infine l'ultima parte dell'honestum, la temperantia, ovvero la padronanza sui moti dell'animo e la giusta misura di ogni cosa, un decoro morale, insomma, che si rispecchi anche negli atteggiamenti del corpo e nelle abitudini esteriori. Il libro si conclude con la comparazione tra le virtù tenendo conto dei relativi doveri: al primo posto si collocano quelli attinenti alla conservazione dello stato; in talune circostanze, tuttavia, gli officia derivanti dalla temperantia sono da preferire perché vi sono azioni così turpi da non poter essere commesse neanche per salvare la patria.

### Libro II
Nel proemio Cicerone dice al figlio Marco di voler trattare «dei doveri che riguardano le comodità della vita, la facoltà di poter disporre di quei beni di cui gli uomini fanno uso, la potenza e la ricchezza».
Espone i motivi per cui ha deciso di dedicarsi alla filosofia (fondamentalmente qui si scaglia contro Cesare, che lo aveva privato di consilium e auctoritas, le tradizionali prerogative dei membri più influenti dell'ordine senatorio).
Comincia la trattazione dell'utile: riconosce l'importanza della cooperazione, giacché le azioni grandi e giovevoli possono essere compiute solo attraverso l'aiuto reciproco degli uomini. Afferma pertanto che
il compito della virtù è di «unire gli uomini fra loro e trarli a favorire il proprio vantaggio […] sono invece la saggezza e la virtù delle personalità eminenti a stimolare lo zelo e (?) degli altri uomini»». Vana è la speranza di essere amati se si è temuti: si rischia addirittura di cadere in sciagura.
Ricorda poi il comportamento tenuto da Silla in occasione della guerra civile (proscrisse senatori e cavalieri, mentre diede la cittadinanza romana a migliaia di schiavi a lui devoti) e da Cesare, che «confiscò i beni dei singoli cittadini ma ridusse al medesimo stato di miseria tutte le provincie e tutte le regioni».
Così come la cooperazione e l'essere amati, altrettanto importante è la gloria, nel momento in cui si conducono le più importanti imprese; per conseguirla occorre adempiere ai doveri della giustizia.
Spiega allora come ottenere la benevolenza (con i benefici, con la buona intenzione, con la liberalità, con la giustizia, con la lealtà, con l'essere considerati giusti e avveduti).
Si sofferma in seguito a elencare le differenze tra uomini celebri e appartenenti a grandi famiglie e gli homines novi: i primi saranno conosciuti sin dalla nascita, e le loro azioni verranno continuamente monitorate da tutti, i secondi, invece, avranno bisogno di compiere grandi azioni per emergere.
Passa poi in rassegna i tipi di donatori, prodighi e liberali: «gli uni sperperano il loro denaro in banchetti e distribuzioni di carne, in spettacoli di gladiatori, in giochi e cacce […]; gli altri invece sono quelli che con le loro ricchezze riscattano i prigionieri dai predoni, o si addossano i debiti degli amici, li aiutano nel collocare le figlie, nel procurarsi un po' di sostanze o ad accrescerle» e
conclude dicendo che è necessario evitare il sospetto di avarizia. Il II libro si conclude col «Confronto fra due cose utili».

### Libro III
Cicerone inizia il terzo libro del De officiis confrontando la propria condizione con quella di Publio Cornelio Scipione, in particolare confrontando l'otium di quest'ultimo, che era volontario, col suo, che era obbligato dalle circostanze. Successivamente Cicerone rileva l'assenza della comparatio fra honestum e utile nella trattazione di Panezio, argomento per lui fondamentale e di cui tratterà. Honestum e utile sono, nel pensiero ciceroniano, strettamente interdipendenti, tanto che sembrerebbe quasi inutile compararli, sottintendendo così facendo una non corretta disgiunzione fra i due termini.
Infatti, mentre i due termini sembrano chiari in generale, nelle circostanze della vita, possono esserci numerosi dubbi e errori. Cicerone intende trattare di diverse virtù, ovvero la iustitia, la prudentia, la magnitudo e la modestia, anche se in realtà tratterà essenzialmente delle prime due. Danneggiare gli altri per utilità propria è contro natura poiché distrugge la società, e lo stesso è confermato dalle leggi, che tendono alla conservazione della società.
È secondo natura invece seguire la virtù, che è utile all'intera comunità. È secondo natura inoltre aiutare tutti, non solo i propri familiari o i propri concittadini, ma anche gli stranieri, affinché la società umana non venga distrutta. Spesso siamo abbagliati e attratti non dal vero utile ma solo da un'apparenza di esso; egli dunque consiglia di rinunciare all'utile nel caso in cui vi sia in esso anche solo un dubbio di turpitudo.
Fra l'utilità personale e quella dello stato bisogna sempre preferire la seconda. Il discorso a proposito della iustitia si conclude con la differenza fra le leggi della natura, che sono proprie dei filosofi e che si impongono tramite la ragione, e le leggi dei popoli, che invece si impongono tramite la forza. Cicerone afferma che spesso sembra più utile perseguire il proprio interesse, commettendo un'ingiustizia che appare poco grave ai nostri occhi, ma in realtà è meglio rinunciare a quel vantaggio piuttosto che perdere il nome di
bonus vir. Cicerone parla in seguito del rapporto con gli altri popoli e dei doveri verso tutti gli uomini; tratta inoltre del dovere di rispettare patti e promesse e di agire in buona fede. La presente trattazione della prudentia manca di una conclusione finale. La magnitudo è per Cicerone la maggiore caratteristica dell'uomo saggio. Dopo l'esempio in negativo di Ulisse, che volle evitare di partire per Troia tramite una finzione, venendo meno ai patti, segue l'esempio in positivo di Attilio Regolo. Cicerone conclude con una constatazione della degradazione morale dei suoi tempi: il comportamento degli uomini del passato sembra eccezionale, a suo dire, nel periodo in cui egli vive, ma in passato simili comportamenti equivalevano all'ordinarietà. La trattazione della modestia viene completamente trascurata da Cicerone, che si limita a dimostrare come gli epicurei vadano contrastati in ogni modo. Loro infatti, a
dire di Cicerone, pongono la voluptas al di sopra di tutto, intaccando così tutte le più importanti virtù.
Non può esservi per Cicerone mai nessun contatto fra honestum e voluptas. L'opera si conclude con un saluto al figlio Marco e con la necessità per l'autore di tornare a Roma interrompendo il viaggio ad Atene, e mettendo così il bene della patria prima del proprio interesse.

## Riferimenti politici dell'opera
Cicerone polemizza contro le leggi agrarie dei Gracchi: quella di Tiberio, che mirava a liberare l'ager publicus dall'occupazione illegale dei privati, è considerata da Cicerone un pericolo per la stabilità dei rapporti sociali e un tentativo di
acquisire consenso da parte del proletariato militare e della plebe urbana. Cicerone condanna anche la legge frumentaria di Gaio Gracco: questa legge prevedeva la distribuzione gratuita di grano alla popolazione ed egli la addita come causa dello svuotamento dell'erario, anche se questa era la motivazione solitamente usata dagli optimates per contrastare una spesa pubblica non gradita. Inoltre Cicerone condanna la politica dei populares che solleticano i piaceri del popolo in questo modo, abituando loro a nutrirsi senza fatica; nella Pro Sestio 103, si legge infatti: «con simili disposizioni la plebe veniva distolta dall'operosità e resa incline alla pigrizia, e il tesoro pubblico si svuotava».
Parimenti alle leggi agrarie dei Gracchi, le confische di Silla prima e di Cesare poi, sono dunque da ritenersi ingiuste. Infatti nel libro I Cicerone afferma che: «Lucio Silla e Giulio Cesare, che tolsero i beni ai legittimi proprietari per assegnarli ad altri, non devono essere considerati liberali: nulla infatti vi è di liberale, se non è nello stesso tempo giusto».
Nel De officiis, Cesare, continuamente presente nello sfondo dell'opera, è ritratto come un essere quasi mostruoso; la sua ascesa al potere è il risultato della simulatio e della contraffazione. Assetato della cupiditas gloriae, ha sovvertito tutte le leggi divine e umane. Questo infatti è il motivo per cui l'uccisione di Cesare, in quanto tiranno, non solo è giustificata ma degna di lode; nel terzo libro c'è un esplicito riferimento all'uccisione di Cesare da parte di Bruto: «Quale delitto più grande di uccidere non solo un uomo, ma anche un amico? Ma si macchia forse di delitto chi ha ucciso un tiranno, anche se suo amico? Non sembra così al popolo romano, che fra tante belle azioni giudica questa la più bella».
Tuttavia, eliminato il tiranno col cesaricidio, a Roma - scrive Cicerone ad Attico - persiste ancora la tirannide, incarnata dalla figura di Antonio. Quest'ultimo, attaccato esplicitamente nelle Filippiche, è nel De officiis oggetto di critiche indirette, quali un possibile riferimento all'acquisto dei beni di Pompeo oppure alla falsificazione del testamento di Cesare da parte sua. Nel terzo libro si legge: «Supponiamo che un uomo per bene abbia il potere di inserire il suo nome nel testamento dei ricchi con un semplice schiocco di dita: non dovrebbe valersi di questo potere, neanche se fosse del tutto sicuro che nessuno mai lo venisse a sapere. […] Ma un uomo giusto, quello che noi intendiamo per uomo per bene, non sottrarrebbe nulla ad altri, per appropriarsene lui.».

## Eredità
L'eredità dell'opera è enorme. Nonostante non fosse un'opera cristiana, Sant'Ambrogio, nel 390, ne dichiarò legittimo l'uso per i cristiani, come anche di ogni altra opera di Cicerone o del filosofo Seneca, popolare in ugual misura. Durante il Medioevo il saggio assunse autorità morale: molti padri della Chiesa (Agostino, San Girolamo, e specialmente Tommaso d'Aquino) ebbero familiarità con questo scritto.
A illustrarne l'importanza vi è una moltitudine di copie amanuensi, sopravvissute nelle biblioteche di tutto il mondo, risalenti a prima dell'invenzione della stampa. Solo il grammatico latino Prisciano è meglio attestato, con le sue circa 900 copie amanuensi ancora esistenti.
Dopo l'invenzione della stampa, il De officiis fu il secondo libro a essere stampato, preceduto solo dalla Bibbia di Gutenberg.

### Risorse e approfondimenti
- Dyck, Andrew R., A Commentary on Cicero, De Officiis, Ann Arbor, The University of Michigan Press, 1996.
- Marcus Tullius Cicero et al., Cicero: On Duties (Cambridge Texts in the History of Political Thought), Cambridge University Press, 1991.
- Nelson, N. E., Cicero's De officiis in Christian Thought, University of Michigan Studies in Language and Literature, 10, (1933).
- Ben R. Schneider, Jr. Why Cicero's De Officiis ?